# 施耐德75毫米极轻便山炮
施耐德1928年式75毫米极轻便山炮，是法国于两次大战间研发的山炮。 

## 用户
- 法国：1944年-1945年 第4摩洛哥山地师。
- 波兰
- 纳粹德国：1940年从波兰缴获了山炮，並命名为7.5 cm GebK 283(f)
- 中华民国：1935年广东军阀陈济棠从法商联华洋行(Groupe-Chine)进口了52门